# سیارک ۵۹۵۵
سیارک ۵۹۵۵ (به انگلیسی: 5955 Khromchenko، نامگذاری:1987RT3) پنج هزار و نهصد و پنجاه و پنجمین سیارک کشف شده‌است که در ۲ سپتامبر ۱۹۸۷ کشف شد.
قدر مطلق سیارک برابر ۱۲٫۶۰ است.